# Khaylan Kearse-Thomas
Khaylan Kearse-Thomas (* 7. Februar 1997) ist ein US-amerikanischer American-Football-Spieler auf der Position des Linebackers.

## Werdegang
Kearse-Thomas besuchte die Etiwanda High School in Rancho Cucamonga. Während seiner High-School-Karriere bei den Eagles wurde Kearse-Thomas mehrfach ausgezeichnet. Neben Berufungen in All-League und All-CIF Teams, wurde er nach seiner Senior-Saison auch in das zweite All-State Team berufen. 2015 verpflichtete sich Kearse-Thomas als Vier-Sterne-Rekrut für die Arizona State Sun Devils. Als Freshman bestritt er sechs Spiele, bevor er in seiner zweiten Saison ein Redshirt-Jahr einlegte. In den folgenden drei Jahren verpasste er kein Spiel mehr. Nachdem er zunächst besonders in den Special Teams eingesetzt worden war, setzte er sich als Senior auch in der Defense durch und diente den Sun Devils als Starter. So verzeichnete er 66 Tackles, 4.5 Sacks, zwei Interceptions und vier Pass-Break-ups in 13 Spielen. 2019 schlugen die Sun Devils im Sun Bowl die Florida State Seminoles, womit Kearse-Thomas nach drei Bowl-Niederlagen in Folge erstmals siegreich hervorging.
Ende April 2020 nahmen die Tennessee Titans Kearse-Thomas als Undrafted Free Agent unter Vertrag. Ende August wurde er von den Titans entlassen. Am 9. Juli 2021 gaben die Winnipeg Blue Bombers aus der Canadian Football League (CFL) die Verpflichtung von Kearse-Thomas bekannt. Zehn Tage später wurde er entlassen. Am 24. Januar 2023 wurde er von Stuttgart Surge aus der European League of Football (ELF) als Neuzugang für die Saison 2023 vorgestellt.